# Tortura na Espanha
A tortura na Espanha é um fato documentado, investigado e denunciado por organizações internacionais como a Organização das Nações Unidas e a Amnistia Internacional. Esta última tem denunciado a impunidade que parece amparar aqueles que cometem violações dos direitos humanos. 
Calcula-se que mais de 7.000 cidadãos bascos podem ter sido torturados na Espanha durante as décadas posteriores à reforma política pós-franquista.